# Futianhe (köpinghuvudort i Kina, Hubei Sheng, lat 31,48, long 115,09)
Futianhe (kinesiska: 福田河) är en köpinghuvudort i Kina. Den ligger i provinsen Hubei, i den centrala delen av landet, omkring 130 kilometer nordost om provinshuvudstaden Wuhan. Antalet invånare är 36 169. Befolkningen består av 17 959 kvinnor och 18 210 män. Barn under 15 år utgör 18,0 %, vuxna 15-64 år 69 %, och äldre över 65 år 11,0 %.
Runt Futianhe är det tätbefolkat, med 331 invånare per kvadratkilometer. Närmaste större samhälle är Chengmagang, 17,5 km sydväst om Futianhe. Trakten runt Futianhe består till största delen av jordbruksmark.
Genomsnittlig årsnederbörd är 1 671 millimeter. Den regnigaste månaden är juli, med i genomsnitt 316 mm nederbörd, och den torraste är januari, med 36 mm nederbörd.